# Linqing
Koordinaten: 36° 51′ N, 115° 42′ O
Linqing (chinesisch 临清市, Pinyin Línqīng Shì) ist eine kreisfreie Stadt in der ostchinesischen Provinz Shandong. Sie hat 719.611 Einwohner (Stand: Zensus 2010), eine Fläche von 950 km² und gehört zum Verwaltungsgebiet der bezirksfreien Stadt Liaocheng. Linqing liegt am Zusammenfluss des Wei He mit dem Großen Kanal.
Linqing spielt eine wichtige Rolle in der Geschichte Chinas, so war hier unter anderem die Ziegelmanufaktur, die die Ziegel für die Verbotene Stadt herstellte. Von der geschichtlichen Bedeutung zeugt auch die noch relativ gut erhaltene Stadtmauer.

## Persönlichkeiten

### Hier geboren
- Ji Xianlin (1911–2009), Linguist, Paläograph, Indologe und Historiker